# Tianna Madison
Tianna Madison, under en tid Bartoletta, född den 30 augusti 1985 i Elyria i Ohio, är en amerikansk före detta friidrottare som tävlade i längdhopp och kortdistanslöpning.
Madison vann två VM-guld i längdhopp med tio års mellanrum och tog dessutom tre olympiska guldmedaljer, i längdhopp (en) och stafett 4 × 100 meter (två).

## Karriär

### Friidrott
Madison började sin karriär som kortdistanslöpare, men slog igenom som längdhoppare. Hon vann överraskande guld vid VM 2005 i Helsingfors på nytt personligt rekord, 6,89 meter. Vid inomhus-VM 2006 i Moskva blev hon först tvåa efter ryskan Tatiana Kotova, men fick senare guldet när Kotova åkte fast för dopning. Hon deltog även vid VM 2007 i Osaka, där hon slutade på tionde plats.
Vid olympiska sommarspelen 2012 i London var Madison med i USA:s vinnande stafettlag på 4 × 100 meter. Laget vann på den nya världsrekordtiden 40,82 sekunder, hela 0,55 sekunder bättre än det gamla världsrekordet, som var från 1985. Individuellt kom hon fyra på 100 meter.
2015 var Madison tillbaka på allvar i längdhoppsgropen. Hon kvalade in från de amerikanska VM-uttagningarna och väl i VM i Peking gjorde hon personbästa med ett hopp på 7,14 meter och därmed tog hon också guldmedaljen – tio år efter VM-guldet i Helsingfors.
Madison vann året efter guld i längdhopp vid OS i Rio de Janeiro med 7,17 meter. I Rio-OS var hon också med och försvarade USA:s guld i korta stafetten.
Madisons sista internationella framgång var bronset i längdhopp vid VM 2017 i London.

### Bob
Madison hade även kort karriär inom bob säsongen 2012/13, där hon bland annat kom trea i en världscuptävling i par med Elana Meyers.

## Personliga rekord
- Längdhopp – 7,17 meter (17 augusti 2016 i Rio de Janeiro)
- 60 meter – 7,02 sekunder (11 februari 2012 i Fayetteville & 26 februari 2012 i Albuquerque
- 100 meter – 10,78 sekunder (3 juli 2016 i Eugene)
- 200 meter – 22,37 sekunder (12 maj 2012 i Ponce)